# 알자라리 요새

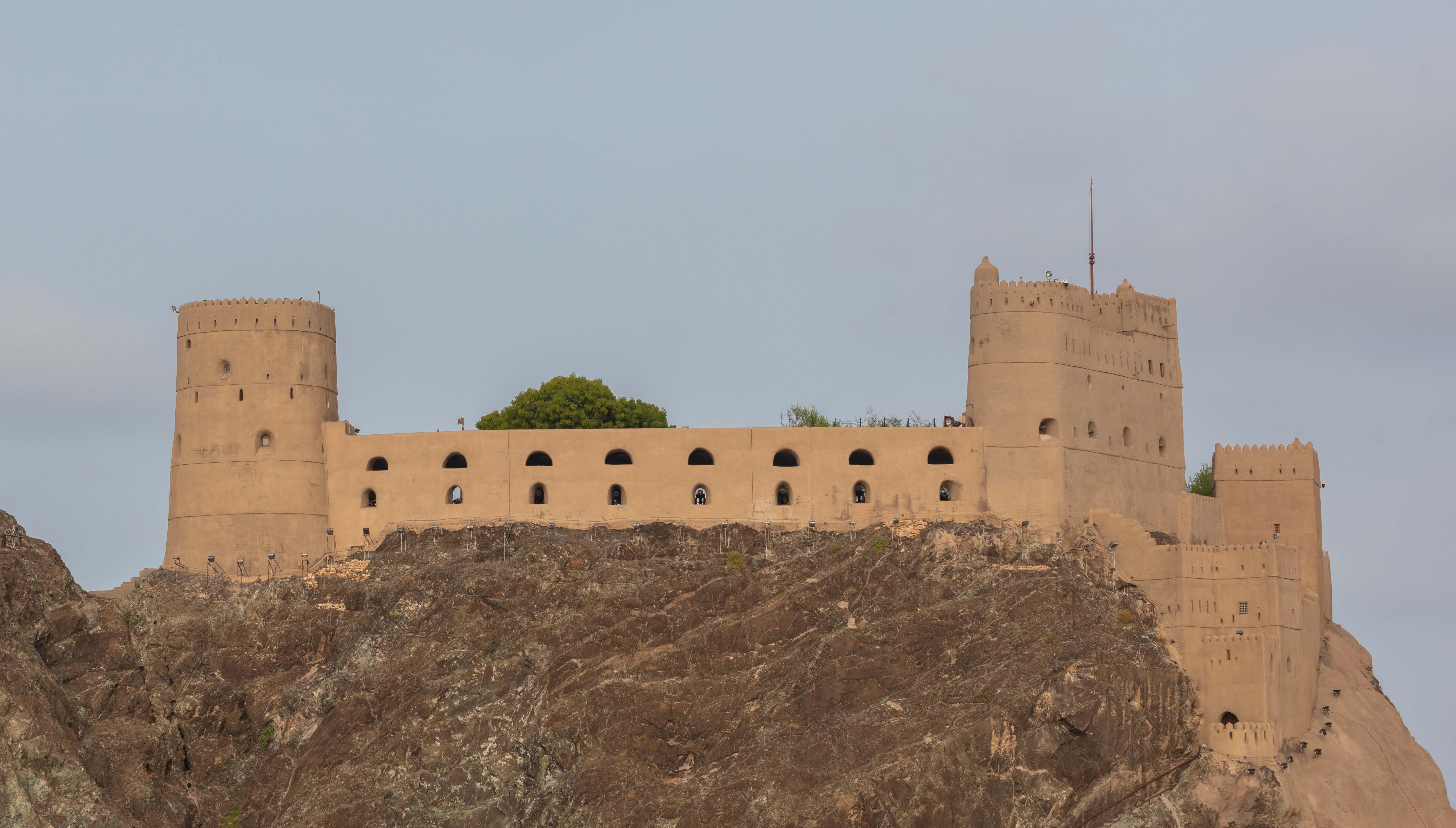
알자라리 요새

알자라리 요새는 오만 올드 무스카트항에 있는 요새이다. 포르투갈인들이 1580년대 포르투갈의 필리프 1세 밑에서 건설한 이 요새는 무스카트가 오스만군에 두 번이나 약탈당한 뒤 항구를 지키기 위해 건설됐다. 그것은 1650년 오만군에 처음으로 점령되었다. 1718년부터 1747년까지 내전 중 경쟁 이맘 중 한 명을 지원하기 위해 초대된 페르시아인에 의해 이 요새는 두 번 점령되었다. 그 요새는 후에 대규모로 재건되었다.
때때로 알자라리는 왕실 일원의 피신처와 교도소로 사용되기도 했다. 20세기에는 대부분 오만의 주요 교도소로 사용되었지만, 이 기능은 1970년대에 종료되었다. 1983년 복원돼 오만 문화사의 사립 박물관으로 개축됐으며 이곳을 찾는 주요 고위급 인사들만 이용할 수 있다. 전시품에는 대포, 오래된 매스켓 총이나 매치록, 지도, 럭 등의 공예품이 있다.

## 어원
포르투갈 사람들은 그 구조물을 포르테 드 사오 조뇨라고 불렀다. (Fort St. 존) 현재의 알 자랄리라는 이름의 유래에 대해서는 논란이 있다. 일설에는 아랍어로 위대한 아름다움을 뜻하는 알 잘랄에서 유래했다고도 한다. 전설에 따르면 후트족의 미르 잘랄 칸이라는 벌루치의 지휘관의 이름을 따서 지어졌고, 역시 지휘관인 동생 미르 밀란의 이름을 따서 지어졌다고 한다. 알자랄리 요새는 애쉬 샤르키야 요새로도 알려져 있다.

## 위치
무스카트는 '정박'의 의미이다. 그 이름대로, 올드 머스카트는 페르시아 만과 인도양 사이의 전략적인 장소에 있는 자연적 항이다. 오만 만 연안에 있으며 전체 길이 약 700미터(2300피트)의 만으로 바위투성이의 섬들에 의해 바다로부터 보호받고 있다. 항구는 산으로 둘러싸여 있어 육지 쪽에서의 접근이 어렵다. 무스카트는 2세기에 지리학자 프톨레마이오스에 의해 기술됐을 가능성이 있으며 프톨레마이오스는 이 지역에 숨겨진 항구가 있음을 지적했다.
알자랄리 요새는 무스카트 항 동쪽의 바위투성이 먼바다에 있다. 서쪽에 있는 또 다른 부지에 건설된 알 밀라니 요새에 서로 맏다아 보고 있다. 무스카트는 이 두 요새, 그리고 서쪽의 무트라 요새, 만을 에워싼 바위투성이 능선의 다른 요새들에 의해 바다로부터의 공격으로부터 강하게 방어되었다. 얼마 전까지 그 요새는 항구에서 돌계단의 가파른 계단을 통해서만 갈 수 있었다. 바위의 바다 쪽 매립으로 인해 현재는 헬기장용 공간이 확보되어 있다. 강삭철도 덕분에 요새로의 접근이 용이하다.

## 역사

### 배경

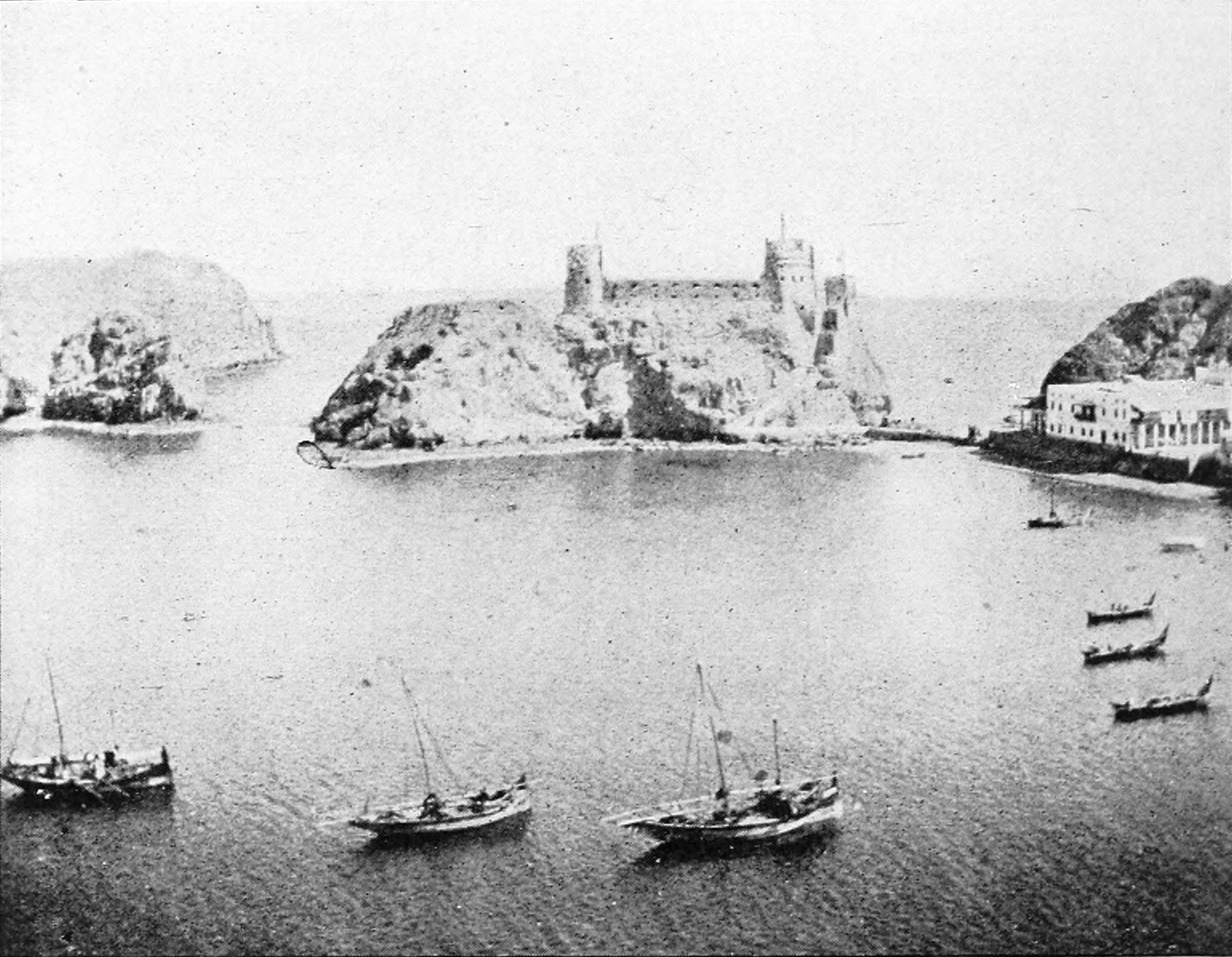
무스카트 항구 c.1903. 알 잘 랄리 요새를 배경으로 서쪽에서 바라본 풍경

15세기 초, 무스카트는 물을 모으는 장소로 배가 사용했던 작은 항구였다. 16세기 초에는 중요한 무역의 중심지가 되어가고 있었다. 당시 오만 내부는 아랍계 이맘족에 의해 지배되고 있었지만 무스카트가 누워 있던 해안은 페르시아 호르무즈 왕의 지배 아래 있었다. 1497년 포르투갈의 항해사 바스코 다 가마는 아프리카 남부의 곶 주변과 인도와 스파이스 제도로 가는 동쪽 항로를 발견했다. 포르투갈인들은 곧 향신료나 비단 등의 무역을 독점하려 들기 시작했다. 이들은 홍해를 통한 유럽과의 무역이 위협받던 맘루크 이집트와 대립했다. 호르무즈는 페르시아만을 지나는 근대 이라크 및 이란과의 교역로의 중심지였다. 포르투갈인들도 이 경로의 관리를 원했다.
1507년 8월 10일, 아폰소 데 앨버커키 제독이 이끄는 6척의 배 원정이 호르무즈를 목적으로 신설된 포르투갈의 소코트라 기지를 출발했다. 포르투갈 사람들은 오만 연안을 항해하다가 배를 부수고 도시를 약탈했다. 치열한 전쟁 끝에 점령한 크라야트에서 포르투갈인은 포로를 절단해 성별과 나이에 상관없이 주민을 죽이고 마을을 약탈해 불태웠다. 무스카트는 처음에 같은 운명을 피하기 위해 무조건 항복했다. 그러나 원군이 도착하자 민중은 제출을 철회했다. 앨버커키는 무스카트에 대한 공격에 성공했다. 그는 주민 대부분을 죽이고 마을을 약탈하고 불태웠다.
포르투갈인들은 해안을 따라 늘어서 있었다. 소하르 주지사는 포르투갈 국왕에게 충성을 이양하고 공물을 바치는데 동의했다. 포르투갈인들은 1507년 9월 26일 호르무즈에 도착했다. 그들은 1507년 10월 10일 격렬한 저항을 받고 도시를 점령했다. 앨버커키는 포르투갈인들이 관세를 면제받고 호르무즈에 요새와 무역공장을 건설할 수 있는 조약에 서명했다. 무스카트는 이제 포르투갈 사람들에게 정기적인 기항지가 되었다. 디오고 페르난데스 데 베하는 1512년 공물을 모으기 위해 그곳에 왔다. 1515년 3월, 현재의 인도 부왕 앨버커키가 방문했다. 1520년 홍해에서 호르무즈로 가는 도중 포르투갈 선박 23척이 항구에 정박했다. 1521년 11월에 호르무즈에 대한 포르투갈의 지배에 대한 일반적인 반란이 일어났을 때, 무스카트는 포르투갈인들이 공격을 받지 않은 유일한 장소였다.

### 포르투갈 요새

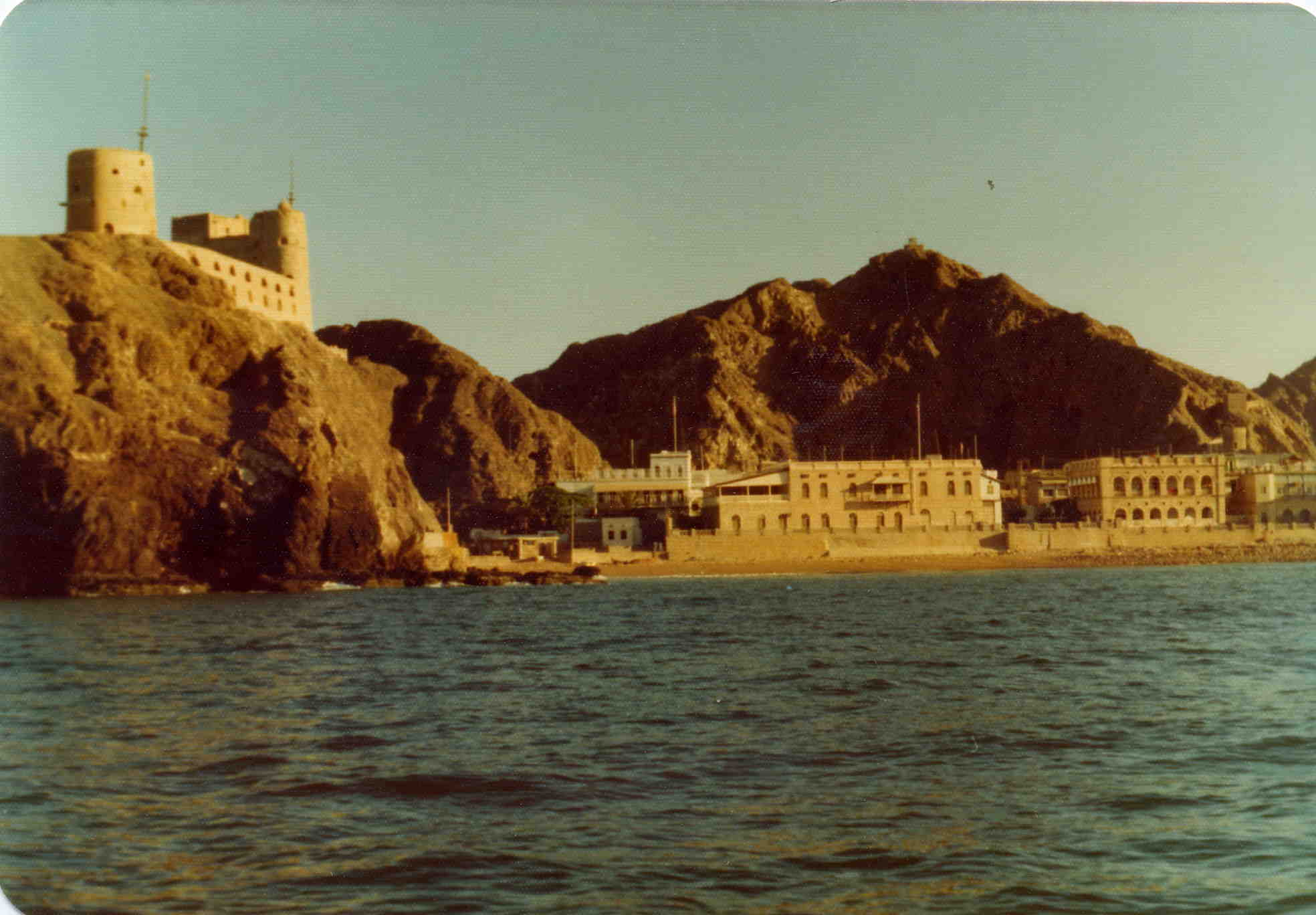
무스카트 항구를 지배하는 요새 Jalali (왼쪽)

1527년 포르투갈인들은 무스카트에 막사와 창고, 예배당을 짓기 시작해 1531년 완공된 것으로 보인다. 1546년 오스만제국의 전차 4명이 입항해 마을을 폭격했으나 상륙하지 않았다. 기지를 더욱 안전하게 만들기 위해 포르투갈인들은 기술자를 파견하여 현재의 알 밀라니항 서쪽에 요새를 건설하였다. 포르투갈인들은 1550년 이 최초의 무스카트 요새를 건설했다. 1552년 4월 필 라이가 이끄는 오스만 함대 24척과 보급함 4척이 수에젠 항로를 출발해 호르무즈로 향한다. 선발대는 1552년 7월 무스카트에 상륙했다. 18일간의 무스카트 포위 후 마을은 함락되고 요새는 파괴됐다. 사령관 조조 데 리스보와 128명의 포르투갈인이 포로가 됐다. 오스만 제국의 주요 함대가 도착했고 연합함대는 호르무즈로 향했다. 2년 뒤 포르투갈인들은 마을을 탈환했고 1554년 터키군의 공격을 물리쳤다.
포트 알자라리는 1582년 오스만 군이 무스카트를 두 번째로 약탈한 뒤 세워졌다. 1587년 베르키오르 칼라사 대위는 요새를 건설하기 위해 무스카트에 파견됐고, 그 이름은 포르테 데 사오 조뇨로 지어졌다. 보루가 서 있는 돌출부 윗부분은 처음 수평이 되고 바위는 깎였다. 카라사는 거주자들을 위해 물을 채울 수 있는 저수조를 만들고 대포로 요새를 무장시켰다. 오래된 토대 위에 세워졌다. 포르투갈인의 주된 개선점은 항구를 볼 수 있는 포대를 건설하는 것이었다. 포트 알자라리와 포트 알미라니 모두 1586년에서 1588년 사이에 완성됐다.
포르투갈인들은 이 지역에서 영국 네덜란드 트레이더들과의 경쟁이 치열했다. 1622년 페르시아와 영국 합동부대가 호르무즈를 점령했다. 이후 포르투갈인들은 오만 연안의 다른 항구에 요새를 구축했지만 1633년부터 1634년까지 대부분의 항구를 포기하고 무스카트 방어에 전념했다. 1622년 이후 포르투갈인은 잘라리성을 주요 요새로 삼으려는 의도가 있었다. 그러나 1623년이 되어서도 포르테 드 알미란테(현재의 알미라니 요새)는 두 요새 중 여전히 중요시 되었고 무스카트 주지사에 의해 더운 기후 속 주거로 사용되었다.

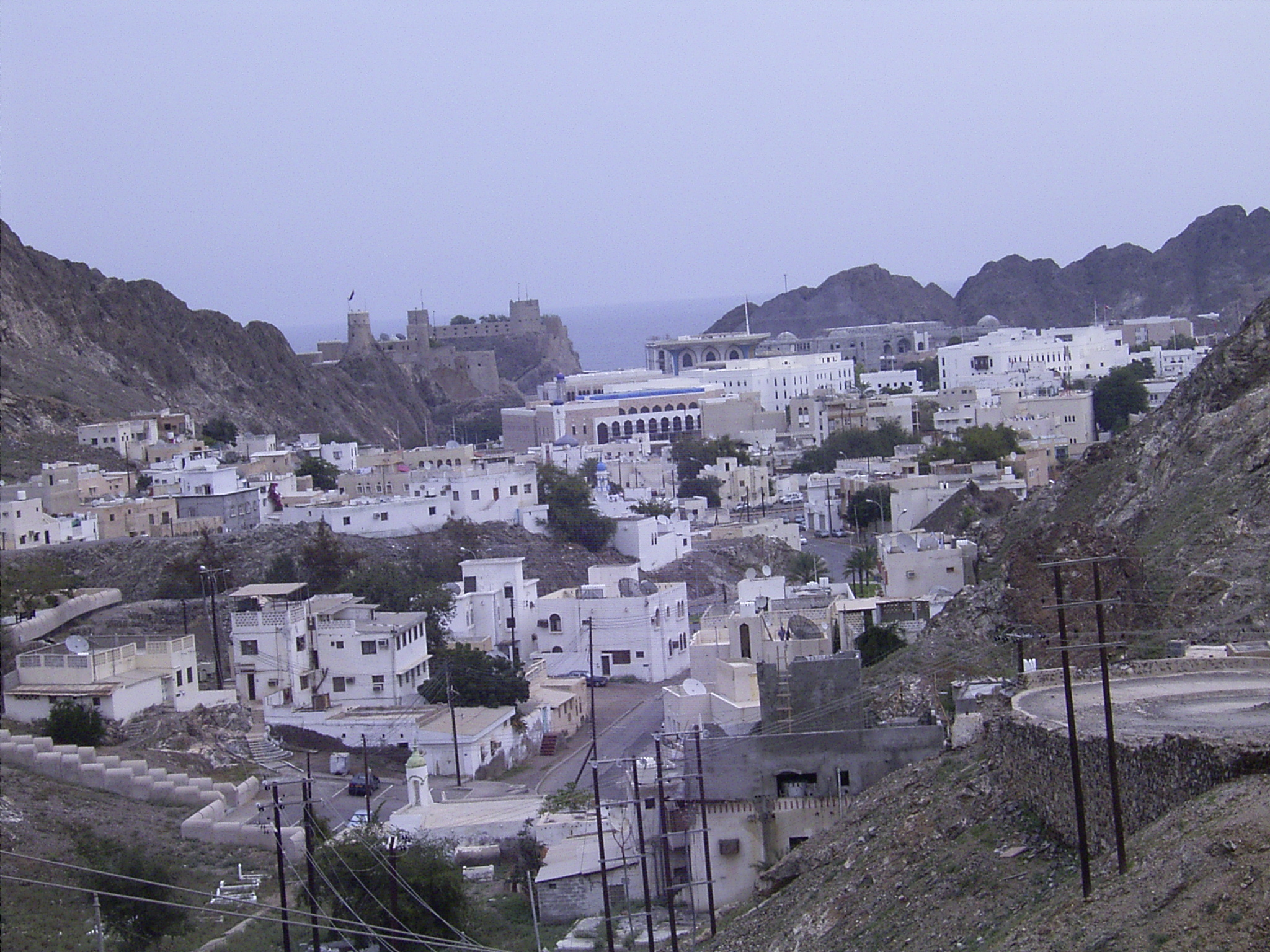
남쪽에서 오래 된 무스카트, 백그라운드에서 요새

1625년, 포르투갈 사람들은 방어를 강화하기 위해 무스카트 주변에 벽과 탑을 세웠다. 이들 요새 터는 현재도 남아 있다. 무스카토는 포르투갈의 재정을 피폐하게 만들었고 이를 보호하기 위해 대규모 군대와 해군을 유지해야 했다. 페르시아 시장은 1630년까지 폐쇄되어 있었기 때문에, 무역은 생각대로 번창하지 못했다. 그때까지 페르시아만에서는 네덜란드와 영국이 무역을 지배하고 있었다.
1624년 즉위한 오만 야르바 왕조의 첫 번째 왕은 나시르 빈 무르시드이다. 그는 포르투갈 인들을 추방하는 공통의 의지를 가지고 부족들을 통일할 수 있었다. 나실 빈 머시드는 무스카트를 제외한 오만 전 기지에서 포르투갈인들을 쫓아냈다. 1649년 사촌인 술탄 빈 사이프의 뒤를 이었다. 1649년 12월 술탄 빈 사이프의 부대는 무스카트 마을을 점령했다. 600여명의 포르투갈인이 해로로 탈출했고 다른 사람들은 포르테도 알미란테(알미라니)로 피신했다. 그들은 1650년 1월 23일 항복했다. 포르투갈인들의 무스카트 탈취는 오만 세력 확장의 시작이었고, 인도와 동아프리카에서의 포르투갈인 소유물은 곧 위협을 받았다.

### 페르시아 침략
1718년 오만의 제5대 야르바 이맘, 술탄 빈 사이프 2세가 사망하자 이마메이트를 둘러싼 대립이 시작됐다. 이 내전으로 알자랄리 요새는 피해를 입었다. 그 나라는 사이프 빈 술탄 2세와 그의 사촌이자 라이벌인 이맘스의 바라브 빈 히마이어에 의해 분단됐다. 사이프 빈 술탄 2세는 세력이 쇠퇴하고 있음을 깨닫고 페르시아의 네델 샤에게 도움을 청했다. 1738년 두 요새는 페르시아군에 넘겨졌다. 페르시아 인들은 약탈을 당해 다시 페르시아로 향했다.
몇 년 뒤 추방된 사이프 빈 술탄 2세는 다시 도움을 청했다. 페르시아 원정대가 1742년 10월경 줄파에 도착했다. 페르시아군은 새로운 이맘 술탄 빈 무르시드의 계략에 밀려 무스카트 탈취에 실패했다. 이후 1743년 페르시아인들이 돌아와 사이프 빈 술탄 2세를 데려왔다. 이들은 무스카트 마을을 점령했지만 알자라리와 미라니 요새는 저항했고, 사이프 빈 술탄 2세는 그들에게 굴복을 명령하려 하지 않았다. 오만의 역사학자들은 페르시아의 사령관 미르자 타키가 사이프를 배에서 연회에 초대했다고 한다. 지갑은 포도주로 망연자실해 그의 봉인을 빼앗겼다. 이는 보루 지휘관들에게 항복 명령을 내리기 위해 사용되었고 성공적인 책략이었다.

### 후기 역사

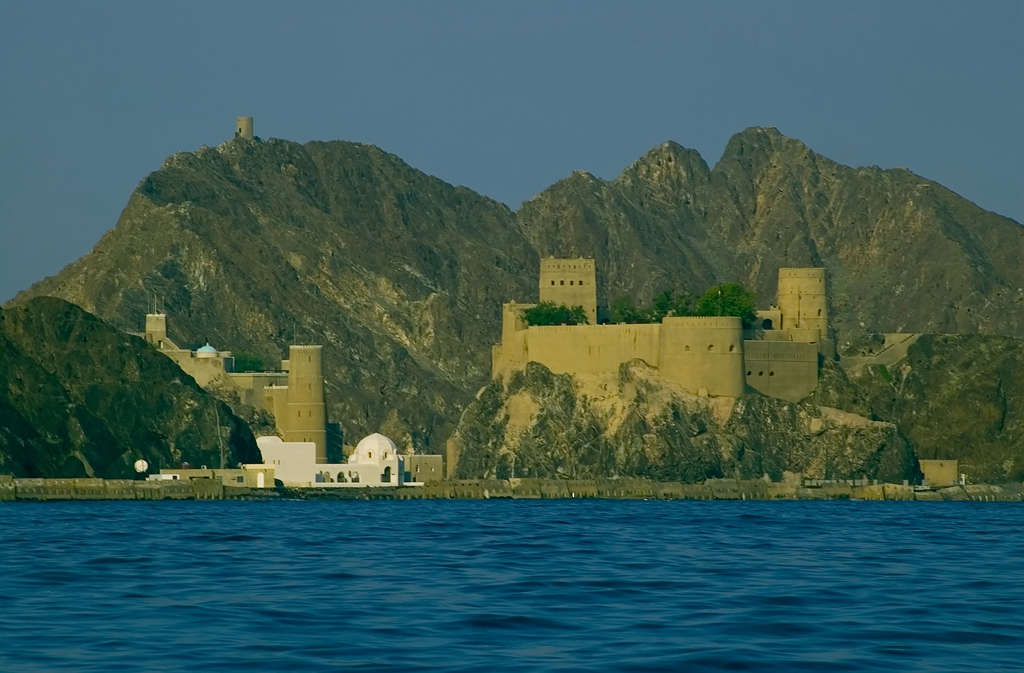
북서쪽 항구 : 알-잘 랄리 요새 (왼쪽)와 알-미 라니 요새 (오른쪽)

1781년 초 아흐메드 빈 사이드의 아들 술탄과 사이프 두 사람이 알 미라니와 알 자랄리의 요새를 지배했다. 무스카트 주지사가 요새를 구축하려 하자 술탄과 지갑이 그 마을에 피해를 입히기 시작했다. 두 형제는 1781년 4월에 수도를 행진한 유력한 셰이크 사카르의 지지를 얻었다. 그들의 아버지는 반항적인 아들들에게 요새 양쪽을 모두 장악한 후 사면을 허락했다. 그는 생각을 바꿔 알 미라니를 데려갔다.형제들은 수개월간 알 제라리를 안고 있었다.
이후 술탄과 사이프는 동생 사이드 빈 아흐마드를 납치해 그를 잘라리 전역에 투옥시켰다. 그들의 아버지 이맘은 1782년 1월 도착한 무스카트로 서둘렀다. 그는 알 미라니 지휘관에게 요새 동쪽에서 배가 합류해 있는 동안 알 자랄리에게 발포하라고 명령했다. 그 사이 사이 사이드 빈 아흐마드는 수감자에게 뇌물을 주고 도망쳤다. 두 형제는 고립된 상태에서 인질 없이 항복하는 데 동의했다. 이맘 인들은 사이프를 체포했고 그의 새로운 반란을 막기 위해 그를 감시했다. 사이드 빈 아흐마드는 1783년부터 1789년까지 통치했다. 재위 중 그의 아들은 무스카트 주지사에 의해 잠시 알자라리성에서 포로로 붙잡혔고 이후 다른 아들들이 용케 그를 풀어줬다..
이 요새는 19세기 오만 역사에서 여러 차례 언급되고 있다. 1803년 초 오만 지배자들이 메카 순례를 위해 자리를 비운 사이 조카 바드르 빈 사이프는 포트 잘랄리의 지배권을 따내려 했다. 그는 큰 상자에 담아 보루로 밀수되다 힌두교도 상인에게 발견됐다는 얘기다. 그는 가까스로 도망쳐 카타르로 피신했다. 1849년 6월, 소하르 주지사는 영국 거주자들과 노예 무역을 억압하는 조약을 체결하였다. 이것이 계기가 되어 종교단체에 의한 반란이 일어나 총독은 살해되고 아버지 하마드는 총독이 되었다. 당시 잔지바르에 살던 오만의 술탄은 하마드를 붙잡아 포르탈자라리의 감옥에 보내도록 수배했다. 하마드는 1850년 4월 23일 기아나 독으로 사망했다. 1895년에 부족들은 무스카트를 잘랐다. 술탄파이살 빈터키는 밀라니 요새를 유지하던 동생이 마을을 지배할 때까지 잘라리 요새로 피신했다.
20세기 대부분 동안 포트 알자라리는 오만의 주요 교도소에서 약 200명의 죄수들을 수용했다. 그중에는 제벨-아크다르전쟁 (1954~1959년) 중 포획된 오만인과 전후 촬영된 오만인도 있다. 다른 죄수들은 드팔의 난 (1962~76년) 때 붙잡혔다. 그곳은 무시무시한 것으로 알려진 오만 교도소에서 가장 악명 높은 교도소였다. 무스카트의 술탄군 사령관 데이비드 스마일리 대령은 교도소를 정말 지옥의 구멍이라고 불렀다. 1963년 44명의 죄수가 계획적으로 발생한 사건으로 도주했지만 대부분 몸이 좋지 않아 곧 다시 붙잡혔다. 1969년 경비원이 두 왕족의 도피를 도왔지만 며칠 뒤 붙잡혔다. 교도소는 1970년대에 폐쇄되었다.

## 구조 및 전시

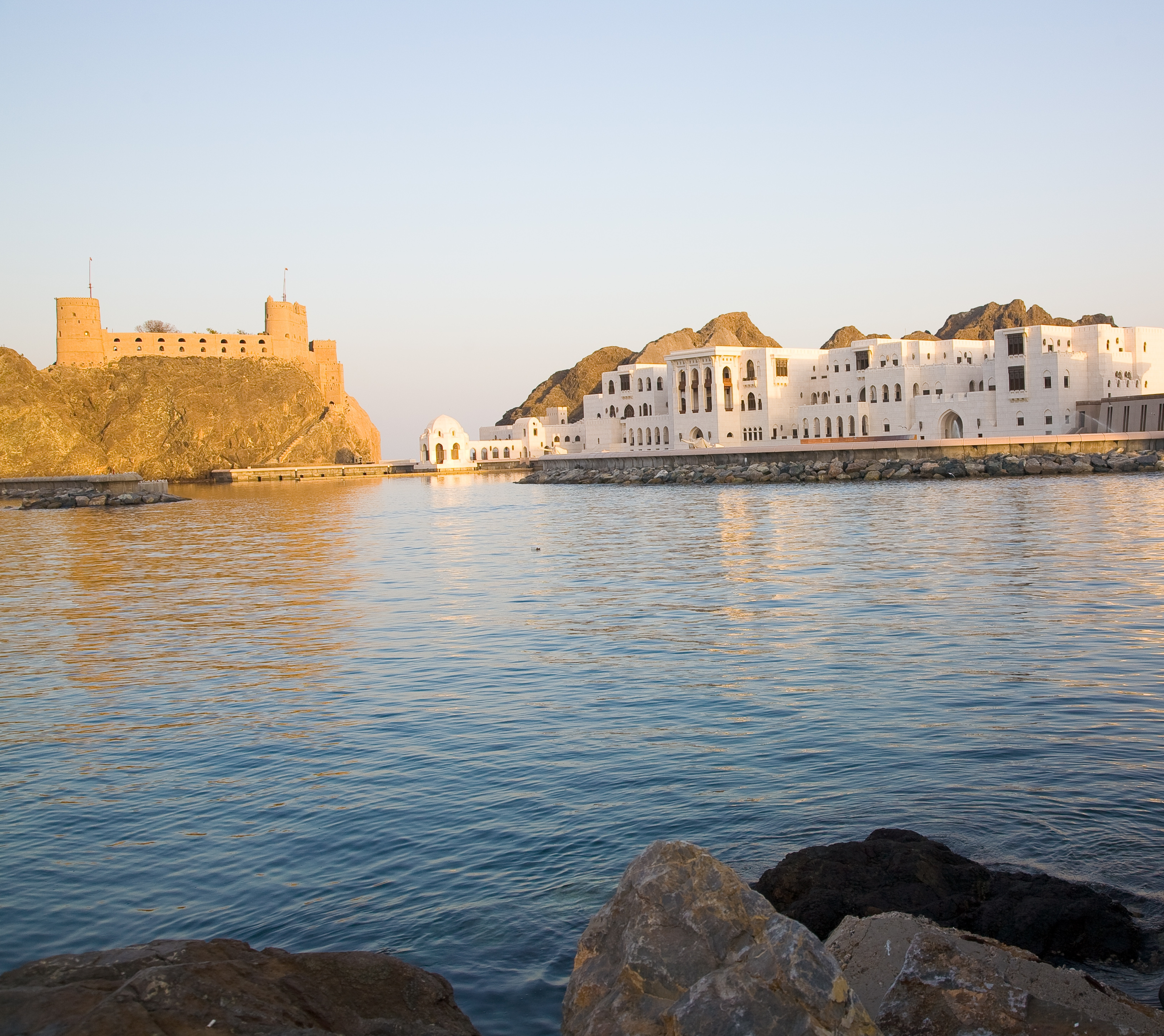
2008년의 요새와 항구

1983년에 복원되었다. 오늘날에는 그 언어로 된 비문을 제외하고는 포르투갈 시대에는 거의 남아 있지 않다. 오만문화사박물관으로 개축됐다. 국가의 원수를 방문하는 등의 요인에게는 개방되어 있지만, 일반인에게 개방되어 있지 않는다.
이 요새는 2개의 탑으로 이루어져 있으며 연벽에는 대포용 총구가 관통되어 있다. 내부는 현재 분수나 수영장, 나무나 정원으로 조경되어 있다. 그 결과는 디즈니화라고 표현되고 있다. 요새 가운데에는 나무를 심은 안뜰이 있다. 다양한 수준의 방, 울타리, 탑이 있으며 예전에는 방어 목적이었는지도 모르는 복잡한 계단을 통해 접근할 수 있다. 돌출된 철제 스파이크가 달린 거대한 문이 요새 일부를 보호한다.
포구의 포탄, 로프 및 사격용구, 낡은 매스켓총과 매치록 등이 전시돼 있다. 무스카트만의 바람과 조류를 그린 플레이트 등 역사상의 시대를 그린 지도와 기타 일러스트가 있다. 천장이 야자수로 된 방은 오만의 문화재로 가득하다. 중앙의 네모난 탑에는 럭, 도기, 보석, 무기, 가정용품, 향로 등 주요 박물관의 전시가 있다. 식당은 마당을 내려다 볼 수 있어 유명 방문객이 이용할 수 있다. 이 방에는 예전엔 수작업이었지만 지금은 기계화된 낡은 바람막이기가 저장돼 있다.
이 요새는 왕의 도우와 요트가 항구를 통해 주에서 항해하면, 불꽃 놀이가 시작되고 백파이프가 요새벽에서 연주되는 특별한 행사에서 큰 역할을 맏는다.

## 같이 보기
- 알 알람 팰리스